# Ehrengard: Förförelsens konst
Ehrengard: Förförelsens konst és una pel·lícula de comèdia romàntica danesa del 2023 escrita per Anders August i dirigida pel seu pare Bille August. Està basat en la novel·la Ehrengard (1963) d'Isak Dinesen. S'ha subtitulat al català.

## Repartiment
- Alice Bier Zandén com a Ehrengard
- Mikkel Følsgaard com el senyor Cazotte
- Sidse Babett Knudsen com a Gran Duquessa
- Emil Dorph com el príncep Lothar
- Emilie Koppel com la princesa Ludmilla
- Jacob Lohmann com el senyor Marbod
- Sara-Marie Maltha com la senyora Marbod
- Christopher Læssø com el senyor Podolski

## Producció
La reina Margarida II de Dinamarca va dissenyar 51 vestits per a la pel·lícula, així com 81 decoupages que van constituir la base dels decorats. Està acreditada com a dissenyadora d'escenografia i vestuari, però les companyies de producció no li van pagar per les seves contribucions.
El projecte cinematogràfic es va desenvolupar durant més d'una dècada a càrrec de Jacob Jørgensen i JJ Film. Anders August (L'efecte Marcus) va escriure el guió adaptat d'Ehrengard (1963), una novel·la d'Isak Dinesen.
Marcella Dichmann, d'SF Studios, i Netflix van participar en la producció, i Netflix també en va ser el distribuïdor. Bille August va dirigir la pel·lícula.

## Estrena
La pel·lícula es va estrenar a Netflix el 14 de setembre de 2023.